# Ulrich Wegener
Ulrich Wegener (Jüterbog, 22 agosto 1929 – Windhagen, 28 dicembre 2017) è stato un poliziotto tedesco, primo comandante del gruppo GSG-9 della Bundespolizei della Germania.

## Biografia
Ulrich K. Wegener negli anni '50 fece volantinaggio aereo contro il regime della DDR, venne arrestato e scontò un anno di prigione; venne poi respinto nella Germania Ovest come soggetto non gradito. Ritornò a Berlino Ovest nel 1952 e si presentò agli esami per l'ammissione nella Bundeswehr così come la Bereitschaftspolizei.
Nel corso della sua carriera nella Polizeilaufbahn divenne parte della Bundesgrenzschutz e più tardi Hundertschaftsführer del 15./GSG 2 (15. Hundertschaft der Grenzschutzgruppe 2) a Coburg, sotto la NATO e più tardi ufficiale di collegamento tra il BGS e Bundesministerium des Innern, prima di diventare il 26 settembre 1972 su nomina del ministro Hans-Dietrich Genscher (FDP) comandante Grenzschutzgruppe 9. Nel 1979 diventa comandante del commando Grenzschutzkommandos West (Kommandeur im BGS).
Wegener divenne un esperto di antiterrorismo e mise a disposizione la sua competenza anche per altri Stati, come ad esempio l'Arabia Saudita, dopo il pensionamento.
Vive vicino a Bonn. È membro dell'azienda specializzata in sicurezza Kötter Unternehmensgruppe.

### Impieghi
Come comandante del BGS, Wegener la notte del 17-18 ottobre 1977 fu protagonista della missione GSG-9 all'aeroporto di Mogadiscio contro terroristi palestinesi che sequestrarono il volo 181 della Lufthansa (Lufthansa-Maschine „Landshut“). In una intervista rilasciata alla ARD Wegener disse che come comandante ebbe direttamente a che fare con i libanesi Wabil Harb alias Riza Abbasi e Hind Alameh alias Shanaz Gholoun. Il nome dell'operazione fu Operazione Feuerzauber. Wegener fu insignito con l'Ordine al merito di Germania.
Partecipò alla Operazione Entebbe del velivolo israeliano nel 1976. In un'intervista del novembre 2000 disse:
(Ulrich Wegener, intervista di Holger Lösch, programma Alpha Forum sul canale TV BR alpha, Bayerischer Rundfunk, 14 Novembre 2000)

## Opere
- (DE) „Esprit de Corps!“. Die Grenzschutzgruppe 9 (GSG 9). In: Reinhard Günzel u. a.: Geheime Krieger. Drei deutsche Kommandoverbände im Bild. Selent: Pour le Mérite Verlag, 2006, ISBN 3-932381-29-7, S. 87–125[4]